# Dicranum frigidum
Dicranum frigidum là một loài Rêu trong họ Dicranaceae. Loài này được Müll. Hal. mô tả khoa học đầu tiên năm 1859.